# Миттаг, Аня
Аня Миттаг (нем. Anja Mittag; род. 16 мая 1985, Карл-Маркс-Штадт) — немецкая футболистка, выступавшая на позиции нападающего; тренер клуба «РБ Лейпциг». Чемпионка мира 2007 года, трёхкратная чемпионка Европы (2005, 2009 и 2013), бронзовый призёр летних Олимпийских игр 2008 года, чемпионка Олимпиады 2016 года.

## Карьера

### Клубная
Начинала карьеру в молодёжных клубах «Хемниц» и «Кемницер» из своего родного города. В 2002 году заключила контракт с первым профессиональным клубом в своей карьере — «Турбине» из Потсдама. С 2002 по 2011 годы (с полугодовым перерывом в 2006) в составе «Турбине» становилась победителем кубка УЕФА (2004/05) и Лиги чемпионов УЕФА (2009/10), пятикратным чемпионом Германии (2003/04, 2005/06, 2008/09, 2009/10, 2010/11), трёхкратным обладателем кубка Германии (2003/04, 2004/05, 2005/06).
С 2012 по 2015 год выступала в шведском футбольном клубе «Русенгорд», с которым стала двукратной чемпионкой Швеции (2013, 2014).
Затем выступала за «Пари Сен-Жермен» и «Вольфсбург».
В 2017 году вернулась в «Русенгорд». В октябре 2017 года стала первой футболисткой, забившей 50 мячей в розыгрышах Кубка УЕФА и Лиги чемпионов.

### В сборной
Дебютировала в составе основной сборной Германии 31 марта 2004 года в матче против Италии. Первый гол забила 11 марта 2003 года в ворота сборной Норвегии. На данный момент за сборную провела более ста матчей. Являясь членом сборной Германии, становилась в её составе чемпионом мира (2007), трёхкратным чемпионом Европы (2005, 2009, 2013), бронзовым призёром Олимпийских игр (2008), победителем Олимпиады 2016 года.
22 августа 2017 года объявила о завершении карьеры в сборной.

## Достижения

### Клубные
- Обладатель Кубка УЕФА: 2004/05
- 'Победитель Лиги чемпионов УЕФА: 2009/10
- Чемпионка Германии (5): 2003/04, 2005/06, 2008/09, 2009/10, 2010/11
- Обладательница Кубка Германии (3): 2003/04, 2004/05, 2005/06
- Чемпионка Швеции (2): 2013, 2014
- Обладательница Суперкубка Швеции (2): 2012, 2015

### В сборной
- Чемпионка мира: 2007
- Чемпионка Европы (3): 2005, 2009, 2013
- Олимпийская чемпионка: 2016
- Бронзовый призёр Олимпийских игр: 2008
- Победитель Кубка Алгарве (3): 2006, 2012, 2014
- Чемпионка мира (до 20 лет): 2004
- Чемпионка Европы (до 19 лет): 2002

### Индивидуальные
- Кавалерский крест ордена «За заслуги перед Федеративной Республикой Германия»[2][7]
- Серебряный лавровый лист (2007, 2016)[8][9]
- Медаль Фрица Вальтера в золоте[10][11]
- Игрок года в Швеции 2012 и 2014[12]